# Citroenolie

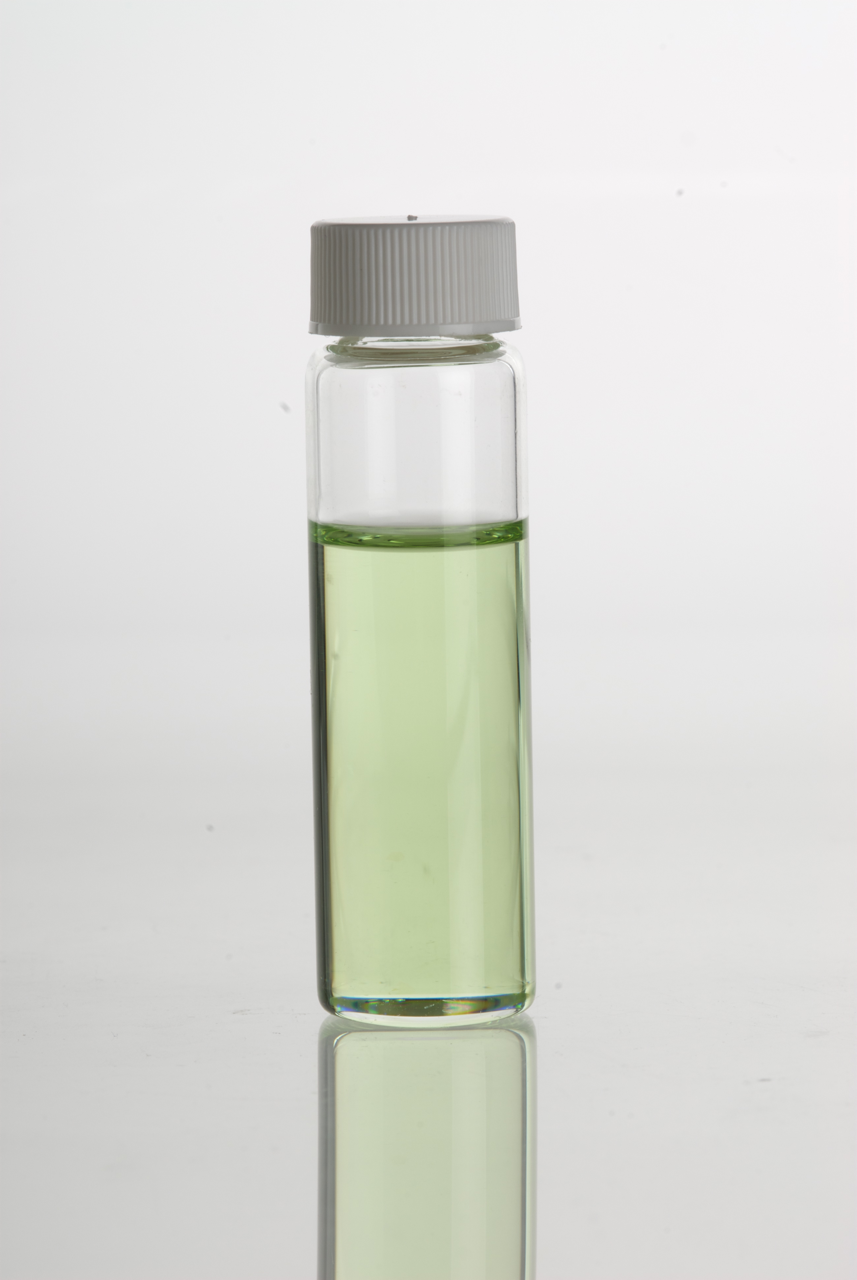
Citroenolie

Citroenolie is een etherische olie, verkregen door persing of stoomdestillatie van de schil van de citroen. Geperste citroenolie heeft een betere kwaliteit en geeft meer geur dan gedestilleerde citroenolie.

## Samenstelling
Het voornaamste ingrediënt is limoneen (meer dan 90%). Citral (3-5%) is het ingrediënt dat het meest verantwoordelijk is voor de karakteristieke geur. Verder is γ-terpineen een voornaam ingrediënt.

## Productie
De etherische olie wordt gewonnen door persing van het buitenste gedeelte van verse citroenschillen. Groene vruchten leveren meer olie op dan rijpe vruchten. De olie heeft een aangename frisse citrusgeur en een lichtgroene kleur, die tot bruinig verkleurt bij het ouder worden. De geperste olie wordt Essence de citron au zeste genoemd. Voor gedestilleerde olie wordt de geraspte schil gebruikt, wat vooral gebeurt op Sicilië en Calabrië. De gedestilleerde olie wordt Essence de citron distillée genoemd. Verder wordt er ook een terpeenloze olie, cedro-olie geheten, geproduceerd. Voor elke kilogram olie zijn ongeveer 200 kilo schillen nodig, afkomstig van 2000-3000 vruchten. 
Vooral op Sicilië wordt veel citroenolie geproduceerd. Zo levert de Siciliaanse Citrus medica erg zure vruchten met een dikke schil, waar de beste kwaliteit olie van gemaakt wordt. Voor de komst van persmachines werd dit door de Sicilianen met de hand gedaan. Daar gebruikte men handschoenen voor, waaraan stukjes puimsteen waren bevestigd. Met de ene hand werden groeven in de schil van de vrucht aangebracht, terwijl de olie werd opgevangen in een spons die men in de andere hand hield. Als de spons was verzadigd, werd hij boven een emmer uitgeknepen. Tegenwoordig is Argentinië een steeds grotere producent.

## Toepassingen
Citroenolie wordt gebruikt als topnoot in parfums, vanwege de frisse geur. Het wordt vooral verwerkt in eau de toilette en eau de cologne. Verder wordt het ook gebruikt in schoonmaakmiddelen,  aromatherapie en levensmiddelen. De grootste afnemer wereldwijd is The Coca-Cola Company. Omdat citroenolie desinfecterend werkt, wordt het ook wel als huismiddel tegen verkoudheid, griep, koorts en dergelijke kwalen gebruikt.